# NGC 2244
NGC 2244 је расејано звездано јато у сазвежђу Једнорог које се налази на NGC листи објеката дубоког неба.
Деклинација објекта је + 4° 51' 24" а ректасцензија 6h 32m 19,0s. Привидна величина (магнитуда) објекта NGC 2244 износи 4,8 а фотографска магнитуда 5,3. NGC 2244 је још познат и под ознакама NGC 2239, OCL 515, in Rosette nebula.